# Brezova
Brezova este o localitate din comuna Celje, Slovenia, cu o populație de 189 de locuitori.